# Libelloides longicornis
Ascalaphe commun, Ascalaphe ambré
Pour les articles homonymes, voir Ascalaphe.
Espèce
L'ascalaphe commun ou ascalaphe ambré (Libelloides longicornis) est une espèce d'insectes névroptères de la famille des ascalaphidés (Ascalaphidae).

## Description
Libelloides longicornis se distingue de Libelloides coccajus (l'ascalaphe soufré) par la zone noire basale de l'aile postérieure qui n'atteint pas l'angle anal.

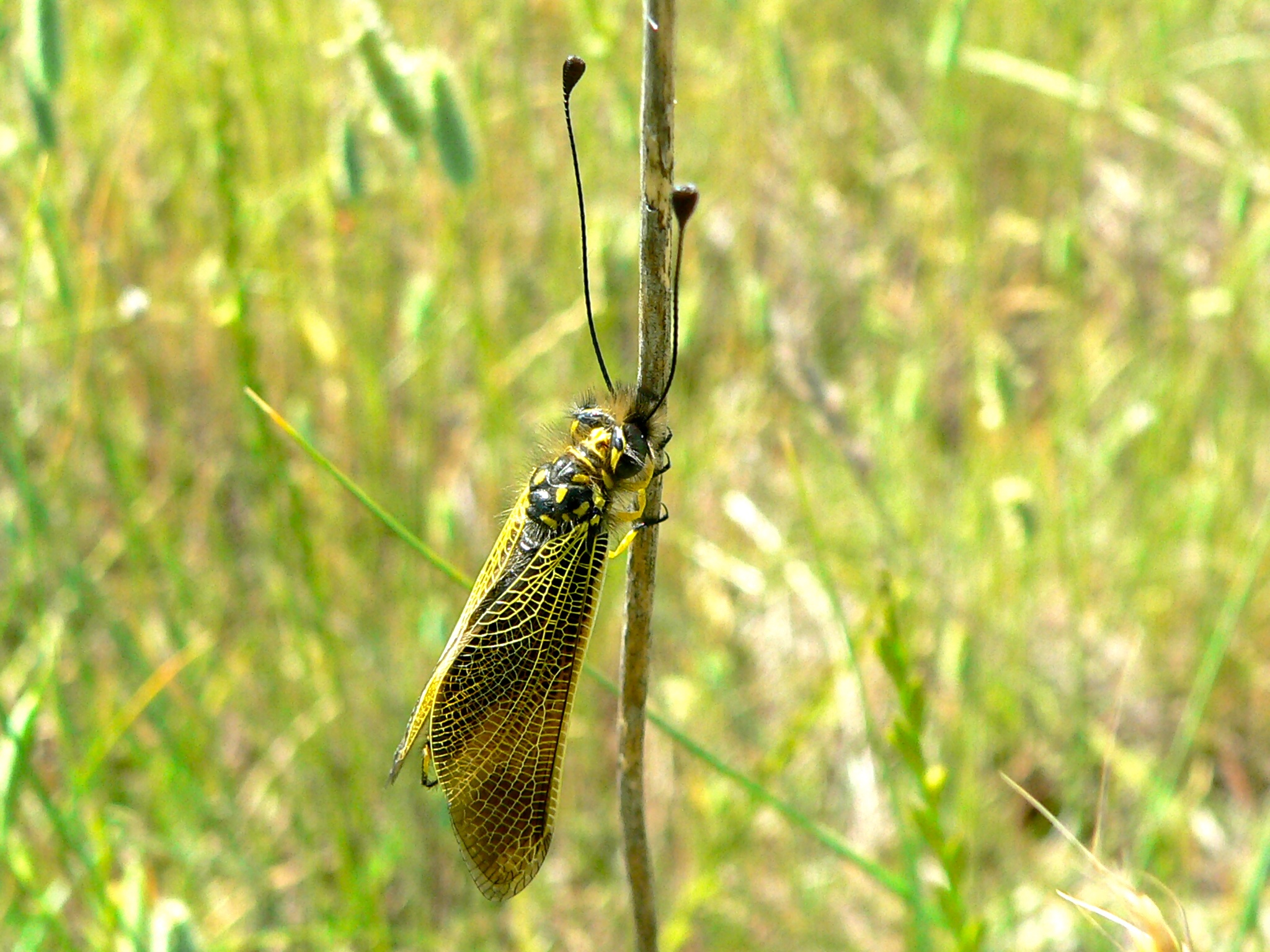
Libelloides longicornis (Hérault, France).

Les nervures jaunes de l'ascalaphe commun ressortent sur la partie foncée de l'aile antérieure tandis que celles de l'ascalaphe soufré sont foncées.
Ils ressemblent aux fourmilions mais sont plus trapus et sont munis de longues antennes dont l'extrémité se termine en bouton.

## Répartition
Les ascalaphes communs (imagos) vivent dans les prairies ensoleillées du sud-ouest de l'Europe de juin à août.

## Biologie
Diurnes, ils volent rapidement au-dessus des prairies, souvent entre 2 mètres et 3 mètres de hauteur, pour capturer des mouches et autres petits insectes volants dont ils se nourrissent. Ils apprécient la chaleur du soleil, posés sur les herbes, les ailes étalées. Ils replient leurs ailes en forme de toit sur leur abdomen lorsqu'ils sont au repos.
Les larves qui ressemblent à celles des fourmilions ne creusent pas d'entonnoir.